# AS Verlag
Der AS Verlag ist ein Schweizer Sachbuchverlag mit den Programmschwerpunkten Alpinismus, Verkehrsgeschichte, Tourismus, Radsport und Fotografie.

## Geschichte
Heinz von Arx und Peter Schnyder gründeten 1991 in Zürich den AS Verlag. Zu den ersten erfolgreichen Titeln zählten der Bildband Furka-Bergstrecke und die Monografie des Schweizer Künstlers Alois Carigiet. Zurzeit sind etwa 150 Titel lieferbar; jährlich kommen um die zwölf Neuerscheinungen hinzu.

## Buchgestaltung
Da alle Bücher im Haus realisiert werden, haben sie ein einheitliches Aussehen, das in der Tradition der Schweizer Typografiekunst steht. 

## Verlagsprogramm
Die Programmschwerpunkte bilden: 
- Alpinismus und Outdoor
- Verkehrsgeschichte
- Tourismus
- Sportgeschichte

## Autoren/Fotografen
Zu den Autoren und Fotografen, die im AS Verlag publizieren, gehören unter anderem:
- Daniel Anker
- Robert Bösch (Fotograf)
- Walter Bonatti
- Markus Bühler-Rasom (Fotograf)
- Iso Camartin
- Mario Casella
- Tom Dauer
- Catherine Destivelle
- Kurt Diemberger
- Caroline Fink
- Roland Gerth
- Anderl Heckmair
- Horst Höfler
- Franz Hohler
- Röbi Koller
- Andy Kirkpatrick
- Peter Krebs
- P. Werner Lange
- Nicholas Mailänder
- Reinhold Messner
- Oswald Oelz
- Andreas Reinhardt
- Christof Sonderegger (Fotograf)
- Pit Schubert
- Peter Stamm
- Robert Steiner
- Marco Volken
- Hans G. Wägli
- Emil Zopfi